# Bölcske
Bölcske ist eine ungarische Gemeinde im Kreis Paks im Komitat Tolna.

## Lage
Bölcske liegt am rechten Donauufer, ungefähr 18 km nordöstlich von Paks. Die Nachbargemeinden sind Dunaföldvár, Németkér, Dunakömlőd und Madocsa. Durch seine Lage am rechten Ufer gehört der Ort zwar zu Transdanubien, seiner Bodenbeschaffenheit nach aber bereits zur linksufrigen Ungarischen Tiefebene.

## Latènezeitliches Gräberfeld
Das Gräberfeld befindet sich in der Nähe der Ortskirche im Ortsteil Bölcske-Madocsahegy. Dort wurden zwei eiserne Schwertscheiden aus der Frühlatènezeit ausgegraben. Eine der Scheiden ist mit zwei Vögeln und einer menschlichen Maske verziert, die Maske trägt auf dem Kopf eine für die keltische Kunst typische Blattkrone und unter dem Kinn eine Palmette. Außerdem wurde eine bronzene Gürtelkette mit einem verzierten und emaillierten Gehänge gefunden. Eine ebenfalls geborgene Bronzefibel ist namensgebend für den Fibel-Typus Bölcske mit großem Fuß und Pseudo-Filigranverzierung.
Die Funde befinden sich im Ungarischen Nationalmuseum (Magyar Nemzeti Múzeum) in Budapest.

## Sehenswürdigkeiten
- Reformierte Kirche, erbaut 1844
- Römisch-katholische Kirche Szentháromság, erbaut 1796 (Barock)
- Schloss Hanzely (Hanzely-kastély), erbaut 1915

## Verkehr
Durch die Gemeinde verläuft die Landstraße Nr. 5111. Der Bahnhof von Bölcske befindet sich westlich außerhalb des Ortes, jedoch wurde der Personenverkehr auf der Eisenbahnstrecke zwischen Mezőfalva und Paks im Dezember 2009 eingestellt.

## Bildergalerie

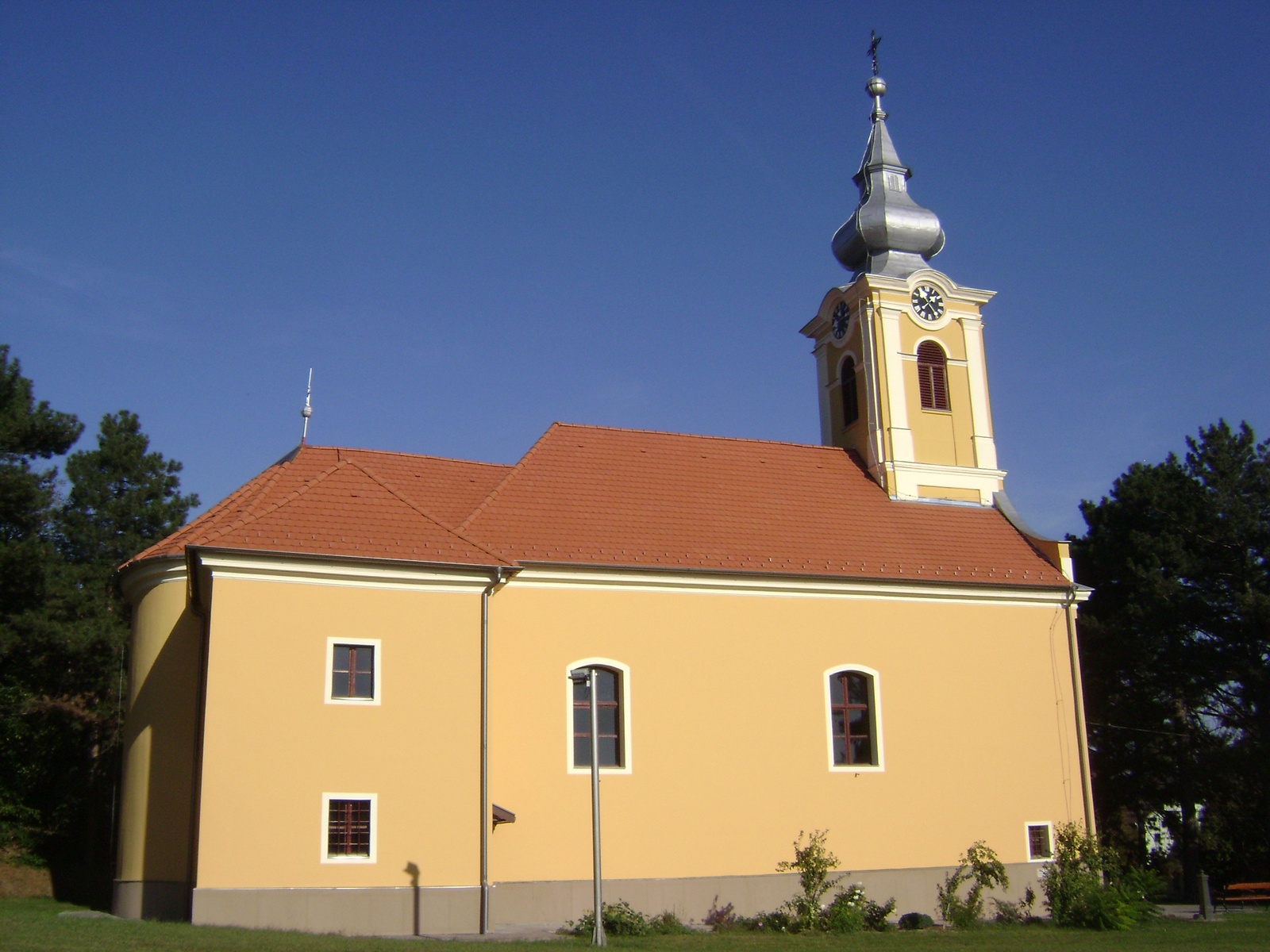
Katholische Kirche zur Hl. Dreieinigkeit
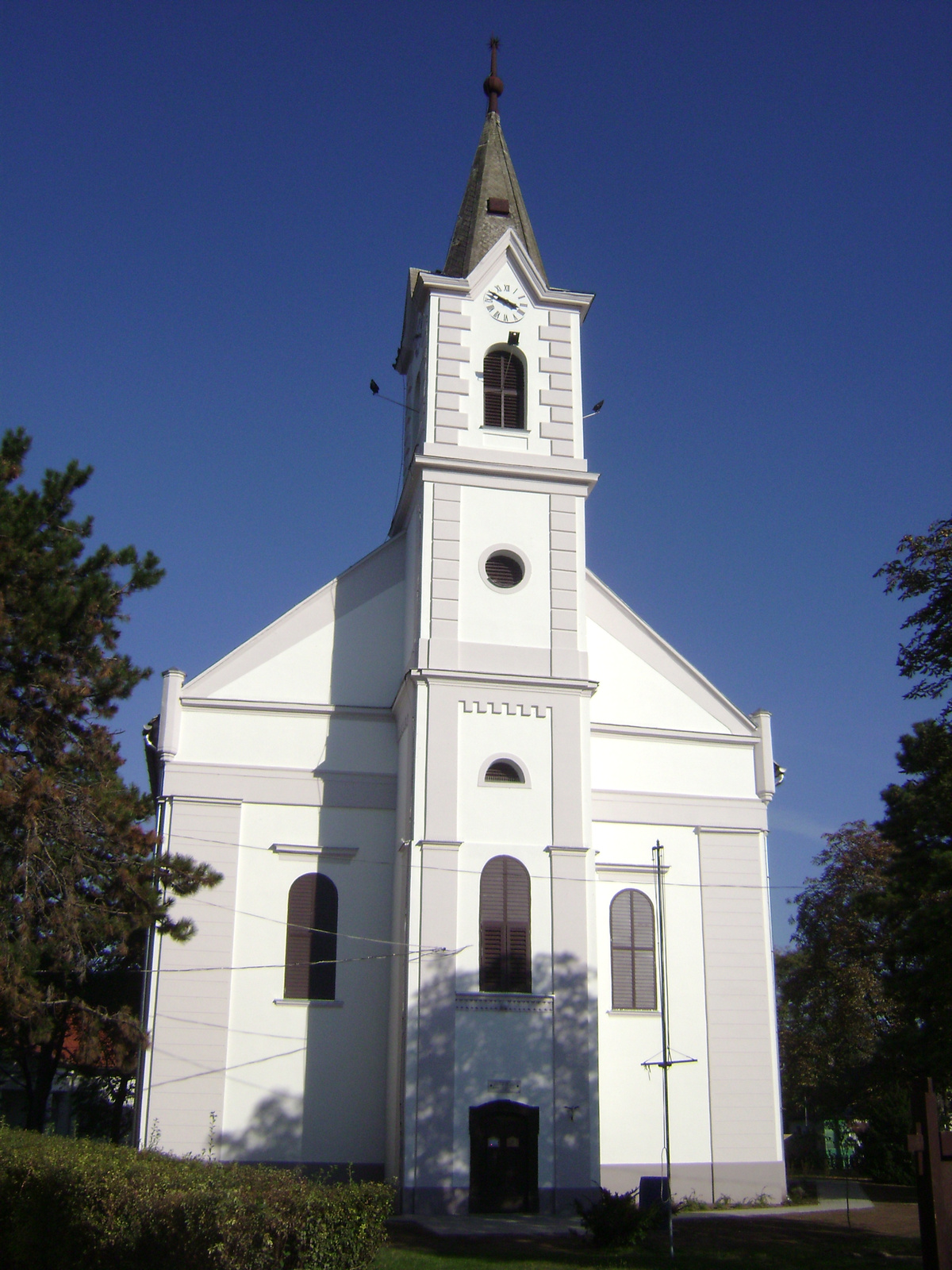
Reformierte Kirche
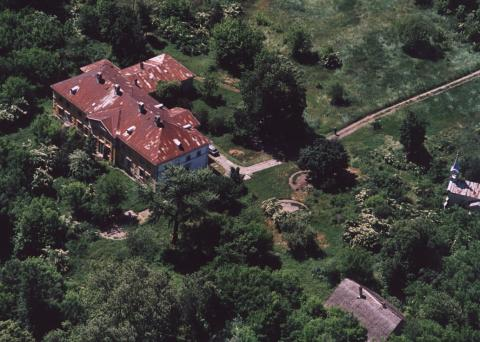
Villa Szakách (Szent András Kastély)